# Calcolosi uretrale
Con la locuzione calcolosi uretrale si fa riferimento alla presenza di calcoli a livello dell'uretra.

## Classificazione
Vengono ad essere distinte forme primarie e forme secondarie. Nelle forme primarie il calcolo si forma a livello dell'uretra a causa di difetti anatomici, come stenosi uretrali congenite e acquisite (da traumi, iatrogene) o per la presenza di un diverticolo uretrale. Le forme secondarie sono invece dovute alla migrazione in uretra di un calcolo di origine renale, ureterale o vescicale.

## Epidemiologia
Le forme primitive sono molto rare, mentre le forme secondarie rappresentano circa l'1% di tutte le calcolosi dell'apparato urinario. A causa della maggiore lunghezza dell'uretra e della conformazione anatomica, i calcoli uretrali sono più frequenti nel genere maschile. Nel sesso femminile i calcoli uretrali sono sempre associati alla presenza di diverticoli o uretrocele.

## Anatomia patologica
Come per la litiasi renale, i calcoli uretrali sono per la maggior parte costituiti da sali di calcio o di acido urico. Molto meno frequenti, a causa della dimensione che possono raggiungere, sono i calcoli di struvite (frequente invece è la loro localizzazione renale). Nelle forme secondarie, i calcoli si arrestano a livello di zone uretrali di minor calibro quali:
- angolo peno-scrotale
- sfintere esterno
- meato uretrale esterno
- fossa navicolare.

Nel sesso femminile, il calcolo è sovente alloggiato nella porzione inferiore di un diverticolo; in questi casi, data la frequenza di colletto stretto o stenosi post-infiammatoria dello stesso, possono formarsi piccole raccolte ascessuali secondarie a processi infettivi recidivanti.

## Profilo clinico
Il quadro clinico è dominato da intenso dolore che segue alla brusca interruzione del flusso urinario. In seguito a sforzi minzionali ripetuti, il calcolo può essere espulso, in seguito può manifestarsi una lieve ematuria. In alcuni casi, tuttavia, il calcolo può incunearsi in un diverticolo uretrale senza interferire con la validità del mitto; per lo stesso motivo, in questi soggetti è assente il dolore e l'ematuria.
Data la frequente sovrapposizione infettiva nei soggetti di sesso femminile, possono frequentemente manifestarsi nicturia, stranguria, pollachiuria, piuria ed ematuria.

## Profilo diagnostico
In un contesto anamnestico suggestivo, la diagnosi può essere suggerita dalla presenza del caratteristico reperto palpatorio di una piccola massa dura apprezzabile lungo il decorso dell'uretra peniena. Nelle donne tale massa può essere apprezzata attraverso la palpazione delle porzione distale della parete anteriore della vagina. Il percorso diagnostico si completa attraverso l'ecografia in grado di dimostrare la presenza del calcolo (massa iperecogena e conseguente ombra) e di lieve dilatazione uretrale (visibile come canale anecogeno in fase minzione). A causa della maggiore invasività, l'urografia (fase uretrografica) e la uretrografia retrograda devono essere riservate solo ai casi in cui non è stato possibile porre diagnosi con ecografia.

## Terapia
Il trattamento si basa sull'estrazione endoscopica del calcolo o sulla litotrissia. Le anomalie anatomiche, quali diverticoli, devono essere corrette al fine di evitare recidive. Nei casi più gravi, possono rendersi necessarie manovre chirurgiche più invasive come l'uretrotomia o la meatotomia.